# Wahlkreis Spandau 5
Der Wahlkreis Spandau 5 ist ein Abgeordnetenhauswahlkreis in Berlin. Er gehört zum Wahlkreisverband Spandau und umfasst die Gebiete Pichelsdorf, Gatow, Kladow und südliche Wilhelmstadt.

## Abgeordnetenhauswahl 2023
Bei der Wahl zum Abgeordnetenhaus von Berlin 2023 traten folgende Kandidaten an:
| Name                              | Partei           | Anteil der Erststimmen | Anteil der Zweitstimmen |
| --------------------------------- | ---------------- | ---------------------- | ----------------------- |
| Kai Wegner                        | CDU              | 46,9 %                 | 43,9 %                  |
| Uwe Ziesak                        | SPD              | 22,0 %                 | 20,4 %                  |
| Elmas Wieczorek-Hahn              | Grüne            | 10,7 %                 | 11,2 %                  |
| Andreas Otti                      | AfD              | 08,1 %                 | 08,5 %                  |
| Paul Fresdorf                     | FDP              | 04,6 %                 | 06,0 %                  |
| Roman Weber                       | Tierschutzpartei | 03,2 %                 | 02,7 %                  |
| Marc Mattern                      | Die Linke        | 02,7 %                 | 03,3 %                  |
| Benjamin Marzahn                  | Die PARTEI       | 01,2 %                 | 00,9 %                  |
| Klaus-Peter Berens                | dieBasis         | 00,6 %                 | 00,4 %                  |
| Richard Hildebrandt               | LKR              | 00,1 %                 | 00,0 %                  |
| –                                 | Sonstige         | –                      | 02,7 %                  |
| Wahlberechtigte: 31.472 Einwohner |                  |                        |                         |
| Wahlbeteiligung: 67,4 %           |                  |                        |                         |

## Abgeordnetenhauswahl 2021
Bei der im Nachhinein für ungültig erklärten Wahl zum Abgeordnetenhaus von Berlin 2021 traten folgende Kandidaten an:
| Name                              | Partei           | Anteil der Erststimmen | Anteil der Zweitstimmen |
| --------------------------------- | ---------------- | ---------------------- | ----------------------- |
| Kai Wegner                        | CDU              | 36,5 %                 | 33,0 %                  |
| Uwe Ziesak                        | SPD              | 25,0 %                 | 23,3 %                  |
| Elmas Wieczorek-Hahn              | Grüne            | 12,8 %                 | 13,0 %                  |
| Andreas Otti                      | AfD              | 08,0 %                 | 08,1 %                  |
| Paul Fresdorf                     | FDP              | 07,7 %                 | 09,1 %                  |
| Marc Mattern                      | Die Linke        | 03,7 %                 | 04,2 %                  |
| Roman Weber                       | Tierschutzpartei | 03,2 %                 | 02,1 %                  |
| Klaus-Peter Berens                | dieBasis         | 01,5 %                 | 01,1 %                  |
| Benjamin Marzahn                  | Die PARTEI       | 01,5 %                 | 01,2 %                  |
| Richard Hildebrandt               | LKR              | 00,1 %                 | 00,1 %                  |
| –                                 | Sonstige         | –                      | 04,8 %                  |
| Wahlberechtigte: 31.858 Einwohner |                  |                        |                         |
| Wahlbeteiligung: 78,4 %           |                  |                        |                         |

## Abgeordnetenhauswahl 2016
Bei der Wahl zum Abgeordnetenhaus von Berlin 2016 traten folgende Kandidaten an:
| Name                              | Partei           | Anteil der Erststimmen | Anteil der Zweitstimmen |
| --------------------------------- | ---------------- | ---------------------- | ----------------------- |
| Peter Trapp                       | CDU              | 31,8 %                 | 28,0 %                  |
| Uwe Ziesak                        | SPD              | 27,6 %                 | 23,8 %                  |
| Andreas Otti                      | AfD              | 15,1 %                 | 14,9 %                  |
| Sebastian Sperlich                | Grüne            | 09,5 %                 | 10,2 %                  |
| Wolfgang Beckmann                 | FDP              | 09,5 %                 | 11,4 %                  |
| Karlheinz Zesch                   | Die Linke        | 05,0 %                 | 05,6 %                  |
| Robert Houben                     | Piraten          | 01,5 %                 | 00,9 %                  |
| –                                 | Tierschutzpartei | 0–                     | 01,8 %                  |
| –                                 | Sonstige         | 0–                     | 03,4 %                  |
| Wahlberechtigte: 32.684 Einwohner |                  |                        |                         |
| Wahlbeteiligung: 72,1 %           |                  |                        |                         |

## Abgeordnetenhauswahl 2011
Bei der Wahl zum Abgeordnetenhaus von Berlin 2011 traten folgende Kandidaten an:
| Name                              | Partei           | Anteil der Erststimmen | Anteil der Zweitstimmen |
| --------------------------------- | ---------------- | ---------------------- | ----------------------- |
| Peter Trapp                       | CDU              | 44,2 %                 | 40,3 %                  |
| Ulrike Sommer                     | SPD              | 32,7 %                 | 27,1 %                  |
| Christoph Sonnenberg-Westeson     | Grüne            | 12,1 %                 | 14,8 %                  |
| Manfred Richter                   | Pro Deutschland  | 03,5 %                 | 01,8 %                  |
| Dirk Großeholz                    | Die Linke        | 02,7 %                 | 02,6 %                  |
| Hans-Joachim Weinberger           | Einzelbewerber   | 02,3 %                 | –                       |
| Paul Fresdorf                     | FDP              | 02,1 %                 | 02,6 %                  |
| Wolfgang Lillge                   | BüSo             | 00,4 %                 | 00,1 %                  |
| –                                 | Piraten          | –                      | 06,3 %                  |
| –                                 | NPD              | –                      | 01,4 %                  |
| –                                 | Tierschutzpartei | –                      | 01,3 %                  |
| –                                 | Sonstige         | –                      | 01,7 %                  |
| Wahlberechtigte: 32.573 Einwohner |                  |                        |                         |
| Wahlbeteiligung: 67,3 %           |                  |                        |                         |

## Abgeordnetenhauswahl 2006
Bei der Wahl zum Abgeordnetenhaus von Berlin 2006 traten folgende Kandidaten an:
| Name                              | Partei         | Anteil der Erststimmen |
| --------------------------------- | -------------- | ---------------------- |
| Peter Trapp                       | CDU            | 42,3 %                 |
| Annika Lange                      | SPD            | 34,9 %                 |
| Paul Fresdorf                     | FDP            | 08,5 %                 |
| Elisabeth Paus                    | Grüne          | 07,8 %                 |
| Kerstin Teich                     | WASG           | 03,1 %                 |
| Karlheinz Zesch                   | Die Linke.     | 02,2 %                 |
| Bruno Lackemann                   | Einzelbewerber | 01,2 %                 |
| Wahlberechtigte: 32.385 Einwohner |                |                        |
| Wahlbeteiligung: 67,8 %           |                |                        |

## Abgeordnetenhauswahl 2001
Bei der Wahl zum Abgeordnetenhaus von Berlin 2001 traten folgende Kandidaten an:
| Name                              | Partei | Anteil der Erststimmen |
| --------------------------------- | ------ | ---------------------- |
| Peter Trapp                       | CDU    | 42,2 %                 |
| Monika Helbig                     | SPD    | 35,2 %                 |
| Wolfgang Mleczkowski              | FDP    | 12,8 %                 |
| Ernst John                        | Grüne  | 05,2 %                 |
| Michael Stoeter                   | PDS    | 03,4 %                 |
| Heiner Fauteck                    | ödp    | 01,2 %                 |
| Wahlberechtigte: 31.929 Einwohner |        |                        |
| Wahlbeteiligung: 76,8 %           |        |                        |

## Abgeordnetenhauswahl 1999
Bei der Wahl zum Abgeordnetenhaus von Berlin 1999 traten folgende Kandidaten an:
| Name                              | Partei         | Anteil der Erststimmen |
| --------------------------------- | -------------- | ---------------------- |
| Peter Trapp                       | CDU            | 59,0 %                 |
| Monika Helbig                     | SPD            | 28,1 %                 |
| Ernst John                        | Grüne          | 04,9 %                 |
| Manfred Kittlaus                  | FDP            | 02,6 %                 |
| Hannelore Reiner                  | PDS            | 02,4 %                 |
| Christine Werner                  | Graue          | 01,6 %                 |
| Gitta-Gabriele Walchner           | Naturgesetz    | 00,7 %                 |
| Werner Purucker                   | BID            | 00,4 %                 |
| Jens Schmidt-Olufsen              | Einzelbewerber | 00,3 %                 |
| Wahlberechtigte: 31.674 Einwohner |                |                        |
| Wahlbeteiligung: 74,5 %           |                |                        |

## Abgeordnetenhauswahl 1995
Der Wahlkreisverband Spandau umfasste bei der Abgeordnetenhauswahl am 22. Oktober 1995 sechs Wahlkreise, seit 1999 sind es fünf. Ein direkter Vergleich ist daher nicht möglich.

## Bisherige Abgeordnete
Direkt gewählte Abgeordnete des Wahlkreises Spandau 5:
| Jahr | Name        | Partei | Anteil der Erststimmen |
| ---- | ----------- | ------ | ---------------------- |
| 2023 | Kai Wegner  | CDU    | 46,9 %                 |
| 2021 | Kai Wegner  | CDU    | 36,5 %                 |
| 2016 | Peter Trapp | CDU    | 31,8 %                 |
| 2011 | Peter Trapp | CDU    | 44,2 %                 |
| 2006 | Peter Trapp | CDU    | 42,3 %                 |
| 2001 | Peter Trapp | CDU    | 42,2 %                 |
| 1999 | Peter Trapp | CDU    | 59,0 %                 |